# Ouedia rufithorax
Ouedia rufithorax är en spindelart som först beskrevs av Simon 1881.  Ouedia rufithorax ingår i släktet Ouedia och familjen täckvävarspindlar. Inga underarter finns listade i Catalogue of Life.